# Худецький Франко-Юліан Прокопович
Франко́-Юліа́н Проко́пович Худе́цький (нар. 16 липня 1942) — український нейрохірург, винахідник, заслужений лікар України.

## Життєпис
Народився 1942 року в селі Угорники (сучасний Коломийський район). В Угорниках здобув середню освіту закінчив Івано-Франківське технічне училище № 2; пройшов строкову службу в лавах РА. Розпочав трудову діяльність на Івано-Франківському приладобудівному заводі.
1972 року закінчив за спеціальністю «лікувальна справа» Івано-Франківський медичний інститут. Проходив стажування на базі Київської медичної Академії ім. академіка Ромаданова та Санкт-Петербургської медичної академії післядипломної освіти — по циклу «нейрохірургія». Лікар-хірург в Маринопільській (Маріямпільській) лікарні. Від того ж року й по 1986-й — в Івано-Франківська міська клінічна лікарня № 1|1-й івано-франківській міській лікарні.
З 1986 року — лікар-ординатор в обласній клінічній лікарні, нейрохірургічне відділення.
Від 1999-го й надалі — завідувач нейрохірургічним відділенням обласної клінічної лікарні.
Є автором довідника «Клініко-фармакотерапія неврологічних і нейрохірургічних захворювань».
2008 року зареєстровано патент на винахід «Трепан» співавтори Гринів Юрій Васильович, Волошин Мар'яна Мирославівна, Волошин Мирослав Васильович, Болехівський Мирон Миколайович, Болехівська Марія Миронівна. Також зареєстровано понад 40 раціоналізаторських пропозицій.
Від 2018 року працює у «ЛДЦ cв. Луки», нейрохірург вищої категорії.

## Відзнаки
- Почесна грамота Міністерства охорони здоров'я України (1996)
- Заслужений лікар України (2000)
- медаль «За заслуги перед Прикарпаттям»